# Attentats de Qahtaniya du 14 août 2007
Les attentats de Qahtaniya de 2007 sont quatre attentats-suicides simultanés visant la minorité Yézidi qui ont eu lieu dans les villes irakiennes de Qahtaniya et Jazeera (Siba Sheikh Khidir), près de Mossoul le 14 août 2007. Le bilan de 796 morts et 1 500 blessés fait de cet attentat le plus meurtrier de la guerre d'Irak et le plus meurtrier depuis ceux du 11 septembre 2001 aux États-Unis. L'attentat n'a pas été revendiqué mais les forces armées des États-Unis considèrent Al-Qaïda en Irak comme le suspect numéro un.

## Contexte
L'attaque fait suite à une série d'incidents commençant par la lapidation le 7 avril 2007 de Doaa Khalil Assouad, une adolescente yézidie qui se serait convertie à l'islam pour épouser un musulman. En représailles, deux semaines plus tard, après qu'une vidéo montrant sa lapidation est apparue sur Internet, des insurgés sunnites arrêtent un bus et massacrent 23 hommes, sélectionnés parce qu'ils étaient yézidis.

## Déroulement
Quatre attentats-suicides simultanées ont lieu aux environs de 19h20 le 14 aout 2007, dans les villes irakiennes de Qahtaniya et Jazeera (Siba Sheikh Khidir), près de Mossoul dans le nord de l'Irak, visant la minorité religieuse Yézidi,. Les terroristes ont utilisé un camion-citerne et trois voitures. Le ministère de l'intérieur irakien déclare que deux tonnes d'explosifs ont été utilisées, rasant des quartiers entiers de maisons en briques de terre crue, provoquant l'ensevelissement de familles entières sous les décombres. Les sauveteurs ont dû creuser à main nues pour rechercher d'éventuels survivants.

## Bilan
L'armée américaine fait état d'un bilan définitif de 796 morts et le croissant rouge irakien estime le nombre de blessés à plus de 1 500, ce qui fait de cet attentat le plus meurtrier de la guerre d'Irak à cette date et le plus meurtrier depuis ceux du 11 septembre 2001 aux États-Unis.
Les attaques visaient une minorité religieuse kurde, les Yézidis,.

## Al-Qaïda suspect numéro un
Aucun groupe n'a revendiqué l'attentat mais il y avait eu des tensions les mois précédant l'attentat entre des Yézidis et des sunnites. Avant l'attaque, certains Yézidis ont reçu des lettres de menaces les déclarant « infidèles » et « anti-islamiques » et les prévenant qu'une attaque était imminente,,. Bien que ce type d'attaques simultanées porte la signature d'Al-Qaïda, il n'est pas clair pourquoi l'organisation n'a pas revendiqué un attentat réussi de cette ampleur. Les forces armées des États-Unis considèrent Al-Qaïda comme le suspect numéro un.
Le 3 septembre 2007, l'armée américaine déclare avoir tué le cerveau suspecté des attentats lors d'un bombardement aérien, Abu Mohammed al-Afri aussi connu sous le nom d'Abu Jassam, membre d'Al-Qaïda et partenaire du chef de l'organisation Abou Hamza al-Mouhajer.
Le fait qu’Al-Qaïda en Irak n'existe plus depuis 2006, et qu'il ait fusionné avec l'état islamique d'Irak, né en octobre 2006, remet en question cette hypothèse[réf. nécessaire].

### note
1. ↑  Stephen Farrell, « Death Toll in Iraq Bombings Rises to 250 », New York Times (August 15, 2007).
2. ↑  « Deadly Iraq sect attacks kill 200 », sur bbc.co.uk, 15 août 2007 (consulté le 16 juin 2016)
3. ↑  Dozens killed in multiple suicide attacks in Iraq – CNN.com « https://web.archive.org/web/20070814185421/http://www.cnn.com/2007/WORLD/meast/08/14/iraq.main/index.html »(Archive.org • Wikiwix • Archive.is • Google • Que faire ?), 14 août 2007
4. ↑  « Iraqi Interior Ministry: 400 killed in suicide bombings in northern Iraq » (consulté le 16 juin 2016)
5. ↑  (en) Reuters AlertNet - FACTBOX-Security developments in Iraq, Jan 20 + photos
6. ↑  Damien Cave and James Glanz, Toll in Iraq Truck Bombings Is Raised to More Than 500, New York Times (August 21, 2007).
7. ↑  Worst terror attack since 9/11 almost totally ignored by the media, 16/11/2007, Tom Gross (en).
8. ↑  BBC NEWS | Middle East | Deadly Iraq sect attacks kill 200
9. ↑  Dozens killed in multiple suicide attacks in Iraq - CNN.com
10. ↑  Arwa Damon, Mohammed Tawfeeq and Raja Razek, Iraqi officials: Truck bombings killed at least 500  CNN.com
11. ↑  NPR: General Calls Attack on Yazidis 'Ethnic Cleansing'
12. ↑  BBC NEWS | Middle East | Minority targeted in Iraq bombings
13. ↑  « Al-Qaeda blamed for Yazidi carnage » [archive du 1er novembre 2007] (consulté le 11 décembre 2014)
14. ↑  AFP: Qaeda militant behind deadliest Iraq attack killed: US « https://web.archive.org/web/20111124093900/http://afp.google.com/article/ALeqM5iuVsyU3hMlrjfbAiWbU45y1bgPOQ »(Archive.org • Wikiwix • Archive.is • Google • Que faire ?), 24 novembre 2011